# Elena Schmidt
Elena Schmidt (* 1988 in Qostanai, Kasachstan) ist eine kasachische und deutsche Schönheitskönigin, gekrönte Miss Deutschland 2013 und ein Model.

## Leben
Die Kasachstandeutsche Elena Schmidt war bereits als Teenager in ihrer Heimat als Model erfolgreich und gewann den Titel Miss Model of Kazakhstan 2005. Nach ihrem Umzug nach Deutschland absolvierte Schmidt eine kaufmännische Ausbildung und studiert in Berlin Betriebswirtschaftslehre. 2013 holte Schmidt den Titel der Miss MGO Berlin und wurde zwei Wochen später im Finale zur Miss Deutschland 2013 gewählt. Sie besitzt den Braunen Gürtel im Fullkontakt-Kyokushin-Kaikan-Karate. Schmidt wird von der MGO - Miss Germany Organisation gemanagt. Sie vertrat Deutschland 2013 bei den weltweit renommiertesten Schönheitswettbewerben Miss-International-Wahl in Tokio, Miss-Europa-Wahl in Paris sowie bei der Miss-Intercontinental-Wahl.

## Titel
- Miss Congeniality und TOP-15 Miss Intercontinental 2013
- Miss Deutschland 2013
- Miss Berlin 2013
- Miss Model of Kazakhstan 2005
- TOP-10 Miss Kazakhstan 2003
- Miss Qostanai 2003
- 2. Vize-Miss Model of Kazakhstan 2003

## Titelseiten
- ONA Russland 2005
- XXL Russland 2005
- Fotostrecke in Cosmopolitan Kasachstan 2005
- Fotostrecke in XXL Russland 2005